# داوود عراقی
داوود عراقی (انگلیسی: Dawoud Iraqi؛ زادهٔ ۱۳ سپتامبر ۱۹۹۹) بازیکن فوتبال اهل فلسطین است.
وی همچنین در تیم ملی فوتبال فلسطین بازی کرده است.